# Juan Esteban Romero
Juan Esteban Romero (Salta, 23 de mayo de 1977) es un abogado y político argentino que desde el 24 de noviembre de 2021 se desempeña como diputado provincial de la Provincia de Salta en representación del Departamento de la Capital.

## Biografía
Juan Esteban es hijo del exgobernador de Salta Juan Carlos Romero y también es nieto del exgobernador de Salta Roberto Romero, además de esto es hermano de Bettina Romero la exintendente de la Ciudad de Salta. La familia Romero estuvo y está ligada a la política local habiendo desempeñado entre tres generaciones distintos cargos electivos.
Tras obtener una beca fue a estudiar a Estados Unidos.
Fue imputado en dos causas de corrupción. Una de ellas por una concesión de un hangar de la aviación civil a su persona de manera fraudulenta. Dicha concesión se dio a veinte días de que su padre dejase la gobernación de Salta. La causa luego fue declarada nula por una jueza interina. También estuvo involucrado en la causa de "La Ciénega" donde su padre cuando era gobernador compró tierras para atender a la demanda habitacional y luego las revendió a un privado a un precio menor. Luego ese privado finalmente se lo vendió a un precio irrisorio a la empresa de Juan Esteban Romero.
Juan Esteban es abogado y hasta el 2021 no había participado electoralmente pero si contribuyó detrás de bambalinas. Por ejemplo fue el jefe de campaña en las elecciones del 2019 cuando su padre fue candidato a Senador Nacional.
Para el 2021 Romero Jr. intentó presentarse en la interna de diputados nacionales pero finalmente decidió por presentarse para un puesto como diputado provincial por el frente Unidos por Salta que incluía a varios partidos como Primero Salta de Ricardo Villada, Partido Conservador Popular, Partido Propuesta Salteña, Salta nos Une el partido del cual es afiliado, entre otros. Fue denunciado penalmente por haber comenzado su campaña proselitista antes de tiempo, de acuerdo a los tiempos del cronograma electoral.
Juan Esteban finalmente fue el candidato a diputado provincial por Salta nos Une siendo secundado por Frida Fonseca y Raúl Córdoba, ambos concejales en ejercicio. Romero Jr. llevó a Emiliano Durand como candidato a senador y a Darío Madile como candidato a concejal. En las elecciones los resultados no fueron los esperados considerando el gran despliegue de recursos que hubo. El gasto en campaña fue enorme pero los resultados indicaron la obtención de 16.723 votos en la categoría de diputados. Dicha cantidad de votos alcanzaron para que JER logre una banca en la Cámara de Diputados de la Provincia de Salta pero ninguna para sus compañeros de lista además la lista de concejales de Salta nos Une solo logró dos bancas confirmando la mala elección.
Luego de ser electo fue denunciado por un trabajador municipal por lesiones leves, tras una supuesta golpiza en las inmediaciones de FUNDARA, la fundación de los Romero. El desmalezador municipal reclamaba que no le habían pagado por haber trabajado para otro sector político. Juan Esteban desmintió todo y recurrió a la justicia.
Juró como diputado provincial el 24 de noviembre de 2021.